# UK-51 Helsinki
El UK-51 Helsinki es un club de balonmano de Finlandia.

## Palmarés

### Sección masculina
- Campeonato de Finlandia (4) :  1966-67, 1968-69, 1969-70, 1970-71.